# Margaret Fairley
Pour les articles homonymes, voir Fairley.
Margaret Adele Keeling Fairley (1885-1968) est une écrivaine, poétesse, critique littéraire, historienne, enseignante et militante communiste canadienne. De 1936 jusqu'à sa mort, elle sera membre du Parti communiste du Canada (PCC).

## Biographie
Fairley nait à Bradford, dans le Yorkshire, au Royaume-Uni et décède à Toronto, en Ontario, au Canada, à l’âge de 82 ans.
À une époque où l’université n’accordait pas de diplômes aux femmes, elle étudie à Oxford et termine « première » en études anglaises. Elle devient tutrice d'anglais au St Hilda’s College, et en 1912 elle est nommée conseillère auprès des étudiantes à l’Université de l’Alberta à Edmonton, au Canada. Elle n’occupe ce poste que pendant un an avant d’épouser Barker Fairley, un compatriote du Yorkshire et professeur de langues modernes. L’Université de l’Alberta lui décerne un baccalauréat ès arts. Après la naissance de Joan (Hall) et Tom, la famille s’installe à Toronto, où naissent Elizabeth, William et Ann (Schabas) et où elle demeure jusqu’à sa la fin de sa vie en 1968.
Son premier livre est un recueil de poèmes (Coleridge Poems, 1794-1807, publié en 1910), incluant un essai biographique de 49 pages présentant Coleridge « comme un poète de la nature et de la romance ». Elle est également rédactrice en chef de 1952 à 1956 pour la revue New Frontiers, publiée par le Parti ouvrier progressiste du Canada et écrit et publie deux autres livres : The Spirit of Canadian Democracy, en 1946, et Selected Writings of William Lyon Mackenzie en 1960. Elle évolue dans les mêmes milieux intellectuels que l’historien Stanley Ryerson et la poétesse Dorothy Livesay.
En 1949, elle est expulsée des États-Unis, alors qu’elle assiste à la Conférence culturelle et scientifique pour la paix mondiale à l'hôtel Waldorf-Astoria à New York.

## Hommages et postérité
Le 23 juin 1972, la Ville de Toronto donne son nom à un parc à l’angle de l’avenue Brunswick et de la rue Ulster. La Ville fournit une plaque portant son nom sur un bloc de granit. Plus tard, la famille et les amis recueilleront de l’argent pour lui ériger un buste en bronze.
Certains de ses manuscrits font partie de la collection de la Bibliothèque de livres rares Thomas Fisher, à l’Université de Toronto.
Son gendre, Ezra Schabas, est musicien et son petit-fils, William Schabas, un universitaire comme sa petite-fille Margaret Schabas.